# 三道岭镇
三道岭镇，是中华人民共和国新疆维吾尔自治区哈密市伊州区下辖的一个类似乡级单位。该地区内的三道岭煤矿为中国西北地区最大的露天煤矿。

## 行政区划
三道岭镇下辖以下地区：
第一社区、第二社区、第三社区和第四社区。